# Ellez
Der Ellez ist ein Fluss in Frankreich, der im Département Finistère in der Region Bretagne verläuft. Er entspringt im Regionalen Naturpark Armorique, beim Weiler Roquinarc’h, im Gemeindegebiet von Saint-Rivoal, durchquert gleich in seinem Oberlauf das Sumpfgebiet Yeun Elez und das Réservoir de Saint-Michel, das für die Kühlung des Kernkraftwerkes Brennilis (bereits 1985 abgeschaltet) aufgestaut wurde. Der Fluss entwässert generell in südöstlicher Richtung und mündet nach rund 28 Kilometern beim Ort Pénity-Saint-Laurent, an der Gemeindegrenze von Plouyé und Landeleau als rechter Nebenfluss in die Aulne.

## Orte am Fluss
(in Fließreihenfolge)
- Brennilis
- Plouyé